# Palais Cotroceni
Le palais Cotroceni (en roumain : Palatul Cotroceni) est la résidence officielle du président de la Roumanie depuis 1991, situé à Bucarest, capitale de la Roumanie. Édifié en 1888, le palais abrite également un musée.

## Situation
Il est situé au numéro 1 du boulevard du Génie, dans le secteur 6 de Bucarest.

## Histoire
En 1679, Șerban Cantacuzène construit un monastère orthodoxe sur la colline de Cotroceni. Deux siècles plus tard, en 1888, c'est à ce même endroit que l'architecte français Paul Gottereau édifie le palais Cotroceni pour le roi Carol Ier de Roumanie.
Après l'instauration de la République populaire roumaine, le palais est nationalisé. Il subit de nombreuses transformations et devient en 1949 le « palais des pionniers » abritant les activités sportives et culturelles des pionniers roumains. En 1976, Nicolae Ceaușescu le fait réaménager en résidence de luxe pour recevoir ses invités étrangers. L'année suivante, le palais est endommagé par un violent tremblement de terre et doit faire l'objet de travaux de consolidation et de rénovation. Enfin, en 1985, l'église séculaire des Cantacuzène est démolie. 
En 1991, le palais Cotroceni devient la résidence de la présidence roumaine, mais aussi un musée national ouvert au public. 